# Marie-Louise de France
 (mai 2024).
Si vous disposez d'ouvrages ou d'articles de référence ou si vous connaissez des sites web de qualité traitant du thème abordé ici, merci de compléter l'article en donnant les références utiles à sa vérifiabilité et en les liant à la section « Notes et références ».
Marie-Louise de France, dite Madame Troisième est née au château de Versailles le 28 juillet 1728 et est morte au même endroit le 19 février 1733. Elle est l'une des huit filles de Louis XV et de Marie Leszczynska. Morte en bas âge, elle ne connut que peu de temps la cour de France. 

## Biographie

### Enfance
Sa naissance, survenue alors que tout le monde attendait un dauphin, marque alors une grande déception à la cour. « La consternation est ici générale » écrit un contemporain. Marie-Louise est titrée « Madame Troisième » à sa naissance et est élevée au château de Versailles.  
Madame Troisième grandit sous la bonne garde de la duchesse de Vendatour, Charlotte de La Mothe-Houdancourt (1652-1744), gouvernante des Enfants de France, qui a déjà pris soin de Louis XV, occupant sa fonction depuis 1704. 
Elle n'est guère connue que par sa mort prématurée. Elle avait contracté un rhume lors de l'hiver 1733. Elle était alors confiée à un médecin périgourdin, Jean Bouilhac (1689-1769), médecin diplômé de la faculté de Montpellier et nommé premier médecin des enfants de France à partir de 1732. 
La fièvre s'intensifiant, il ordonna de saigner la petite princesse à quatre reprises, lui prélevant parfois jusqu'à trois palettes de sang. Elle subit également des vomitifs. Bouilhac, devant l'état empirant de la jeune enfant, déclara forfait. Hâtivement baptisée à la mi-février, elle reçut les prénoms de ses parents. Elle eut pour parrain Camille d'Hostun et pour marraine Marie-Isabelle de Rohan, gouvernante des enfants de France.  
Le commissaire de police Pierre Narbonne note au sujet du médecin qui a soigné la princesse : 

« Il est inouï qu’on ait confié à un aventurier et à un ignorant le plus pur sang du royaume. »

Ce Bouilhac avait été placé auprès des enfants de France non en raison de ses qualifications, mais parce qu’il était proche du procureur du roi. 
Elle mourut le 19 février 1733. Il reste d'elle un portrait de Pierre Gobert, ainsi qu'une allégorie de Charles-Joseph Natoire, où elle apparaît aux côtés de sa sœur cadette, Madame Adélaïde et qui est exposée dans la chambre de la Reine. 
Le décès de Madame Troisième est « compensé » par la naissance de quatre autres princesses : Victoire (1733), Sophie (1734), Thérèsé (1736) et Louise-Marie (1737), qui hérite des prénoms de feue sa sœur aînée. Celles-ci ne seront pas mieux accueillies que Madame Troisième et seront envoyées à l’abbaye de Fontevraud, en 1738, par  « souci d’économie ». A la mort de Louise-Marie, le titre de « Madame Troisième » passe à sa sœur, Marie-Adélaïde (née en 1732), ce qui traduit la triste pensée de l’époque selon laquelle les princesses peuvent se substituer les unes aux autres.  